# 기리하타 아유미
기리하타 아유미(일본어: 桐幡 歩)는 일본의 만화가이다. 쇼가쿠칸 주최 제 52회 신인 코믹 대상으로 입선했다.

## 작품 목록

### 연재
- 지오와 황금과 금지된 마법 (주간 소년 선데이 2009년 33 호 - 연재중)

### 완결
- 魔法の卵使い (주간 소년 선데이 초 2003년 9월 25일 호)
- 천국의 책방 (원작 : 마쓰히사 아쓰코＋다나카 와타루, 주간 소년 선데이2004년 25 호)
- 귀월 (주간 소년 선데이 초 2004년 7월 25일 호)
- 마신봉인 (주간 소년 선데이 초 2005년 9월 25일 호)
- 마신전생 (주간 소년 선데이 초 2006년 11월 25일 호)
- 귀월 (주간 소년 선데이 2008년 9호)